# 人蔘酒
人蔘酒（：／）是指用人蔘制成的酒精饮料，是朝鮮半島的特產。人蔘酒的人蔘味比人蔘雞湯要重得多，其酒精度數其實不高，另有多種好處。增強免疫力促進肺臟，並且有助生髮。